# 鳥飼野々
鳥飼野々（とりかいのの）は、大阪府摂津市の地名。現行行政地名は鳥飼野々一丁目から鳥飼野々三丁目。

## 地理
摂津市の中央部に位置し、東に鳥飼下、西に鳥飼八防、南に鳥飼西、北東に鳥飼本町、北西に新在家と接している。

## 世帯数と人口
2020年（令和2年）4月30日現在（摂津市発表）の世帯数と人口は以下の通りである。
| 丁目           | 世帯数    | 人口    |
| -------------- | --------- | ------- |
| 鳥飼野々一丁目 | 620世帯   | 1,429人 |
| 鳥飼野々二丁目 | 414世帯   | 878人   |
| 鳥飼野々三丁目 | 541世帯   | 1,132人 |
| 計             | 1,575世帯 | 3,439人 |

### 人口の変遷
国勢調査による人口の推移。
| 1995年（平成7年）  | 3,922人 | [ 5 ] |  |
| 2000年（平成12年） | 3,704人 | [ 6 ] |  |
| 2005年（平成17年） | 3,617人 | [ 7 ] |  |
| 2010年（平成22年） | 3,579人 | [ 8 ] |  |
| 2015年（平成27年） | 3,295人 | [ 9 ] |  |

### 世帯数の変遷
国勢調査による世帯数の推移。
| 1995年（平成7年）  | 1,251世帯 | [ 5 ] |  |
| 2000年（平成12年） | 1,259世帯 | [ 6 ] |  |
| 2005年（平成17年） | 1,319世帯 | [ 7 ] |  |
| 2010年（平成22年） | 1,376世帯 | [ 8 ] |  |
| 2015年（平成27年） | 1,355世帯 | [ 9 ] |  |

## 学区
市立小・中学校に通う場合、学区は以下の通りとなる（2018年8月時点）。
| 丁目           | 番・番地等 | 小学校               | 中学校             |
| -------------- | ---------- | -------------------- | ------------------ |
| 鳥飼野々一丁目 | 全域       | 摂津市立鳥飼西小学校 | 摂津市立第二中学校 |
| 鳥飼野々二丁目 | 全域       | 摂津市立鳥飼北小学校 | 摂津市立第二中学校 |
| 鳥飼野々三丁目 | 全域       | 摂津市立鳥飼北小学校 | 摂津市立第二中学校 |

## 事業所
2016年（平成28年）現在の経済センサス調査による事業所数と従業員数は以下の通りである。
| 丁目           | 事業所数  | 従業員数 |
| -------------- | --------- | -------- |
| 鳥飼野々一丁目 | 48事業所  | 194人    |
| 鳥飼野々二丁目 | 10事業所  | 61人     |
| 鳥飼野々三丁目 | 54事業所  | 466人    |
| 計             | 112事業所 | 721人    |

## 施設
- 鳥飼さつき園（2丁目3-1）

## その他

### 日本郵便
- 郵便番号 : 566-0053[3]（集配局：摂津郵便局[12]）。